# Братське кладовище (Севастополь)
Братське кладовище (крим. Qardaş mezarlığı) — цвинтар учасників оборони Севастополя 1854—1855 років розташований на південному схилі пагорба, що підноситься на Північній стороні Севастополя, в районі Куриної балки.

## Історія
В дні оборони Севастополя захисників іноді ховали недалеко від місця їх загибелі, чимало поховань з'явилося на Південній стороні Севастополя за огорожею бастіонів. Але більшу частину вбитих відвозили на Північну сторону, де в кінці вересня 1854 року за вказівкою начальника штабу Чорноморського флоту і портів віце-адмірала В. О. Корнілова були створені три кладовища — два знаходилися на сході від Північного укріплення, неподалік від дороги, що веде до інкерманских позицій, а одне — на заході між Північним зміцненням і вежею Волохова. Цвинтарі ці мали відділення, на яких ховали моряків, саперів, артилеристів, піхотинців за полками. Обидва цвинтаря незабаром так розрослися, що почали сприйматися як одне, спочатку воно офіційно іменувалося Петропавлівським, згодом його назвав Братським.
Могили для братських поховань готувалися заздалегідь. Їх рили, в основному, солдати і матроси арештантських рот. Небіжчиків клали по 50, 100 і більше в одну могилу. У центрі братської могили ставили дерев'яні хрести або клали камінь, такі самі хрести ставили і на могилах офіцерів. Іноді замість дерев'яних хрестів, викладали хрест із ворожих бомб і ядер. Порожні снаряди з отворами, зверненими назовні, постійно під час вітру видавали гул, що нагадує відспівування або жалібний плач за вбитими.
В ході оборони Севастополя на Братському кладовищі були поховані командир батальйону Тобольського піхотного полку підполковник А. І. Чернявський, командир 37-го флотського екіпажу капітан II рангу А. Н. Скоробогатов, командир Одеського єгерського полку полковник А. П. Скюдері, командир 3 — го піхотного корпусу генерал-ад'ютант Н. А. Реад, командир батальйону Олонецкого піхотного полку підполковник Є. І. Бутовський, командир Празького резервного піхотного полку полковник К. С. Фрейнд, нагороджений золотою зброєю «За хоробрість» осавул Н. А. Щербачов, командир батальйону Мінського піхотного полку підполковник А. Рудановский, командир бригади 9-ї піхотної дивізії генерал-майор Н. А. Адлерберг з сином, командир Волинського піхотного полку полковник М. І. Лутков, командир роти Севського піхотного полку штабс-капітан Ю. З. Островський, нагороджений орденом святого Георгія 4-го ступеня поручник В. Івашінцов, командир бригади 14-ї піхотної дивізії генерал-майор Н. Д. Тимофєєв, нагороджений орденом святого Георгія 4-го ступеня, капітан А. Г. Тонагель і багато інших офіцерів.
У ході бойових дій плани кладовищ не складалися, і частина могил через кілька років розшукати вже було неможливо.
Незабаром після закінчення Кримської війни, в 1856 році, щоб зберегти могили учасників оборони, було вирішено привести в порядок військові кладовища. Їх в околицях міста налічувалося 16. Проте, роботи на кладовищах вимагали великих витрат, грошей не було. Офіцери та солдати деяких полків, що брали участь в обороні Севастополя, вирішили зібрати пожертви на благоустрій кладовищ. Ця ініціатива була підтримана Військовим Міністром, який у вересні 1856 року видав наказ про благоустрій поховань.
Морські офіцери, що втратили багатьох товаришів у Севастополі, дізнавшись про рішення, прийняте в армійських частинах, у грудні 1856 року підтримали цю пропозицію, і інспекторський департамент Морського відомства оголосив збір пожертв серед морських команд.
Вже в наступному році з різних куточків Росії стали надходити пожертвування. Посилали їх не тільки офіцери, але і нижні чини. І, хоча ці внески були невеликі (від 5 до 50 копійок), в цілому була зібрана значна сума. У 1857 році чини розформованих Ізмаїльського, Кілійського, Кінбурнського та Херсонського артилерійських гарнізонів пожертвували 253 рублів 46,5 копійок, А також образу і деякі церковні речі і тому подібне.
Ще навесні 1856 року генерал-ад'ютант князь В. І. Васильчиков, що був у дні оборони начальником штабу Севастопольського гарнізону, запропонував архітектору Епінгеру прийняти на себе спорудження каплиці і огорож навколо кладовища на Північній стороні Севастополя. Так як проєкт каплиці не був ще затверджений, архітектор навесні 1857 року приступив до спорудження огорожі кладовища. У червні був затверджений проєкт каплиці, виконаний архітектором О. А. Авдєєвим. Тоді Епінгер звернувся з проханням передати О. А. Авдєєву і спорудження огорожі кладовища. З 5 серпня, як повідомив в Севастопольську генеральну комісію контр-адмірал Г. І. Бутаков, архітектору О. А. Авдєєву доручили спорудження на кладовищі огорожі і каплиці. Ним же згодом велися роботи і по спорудженню деяких пам'ятників на кладовищі.
За десять років, до 1867 року, на Братському кладовищі було поставлено 32 мармурових пам'ятника над могилами офіцерів і 34 пам'ятника на братських могилах. Цьому сприяв наказ в 1860-х роках генерал-інспектора по Інженерної частини про створення описів поховань на кладовищах Севастополя, а також передача військових кладовищ у відання Військового міністерства. В 1871 році було наказано:

«… зробити точні описи пам'ятників на французьких і англійських кладовищах …. самі ж кладовища прийняти у безпосереднє Завідування Інженерного відомства».

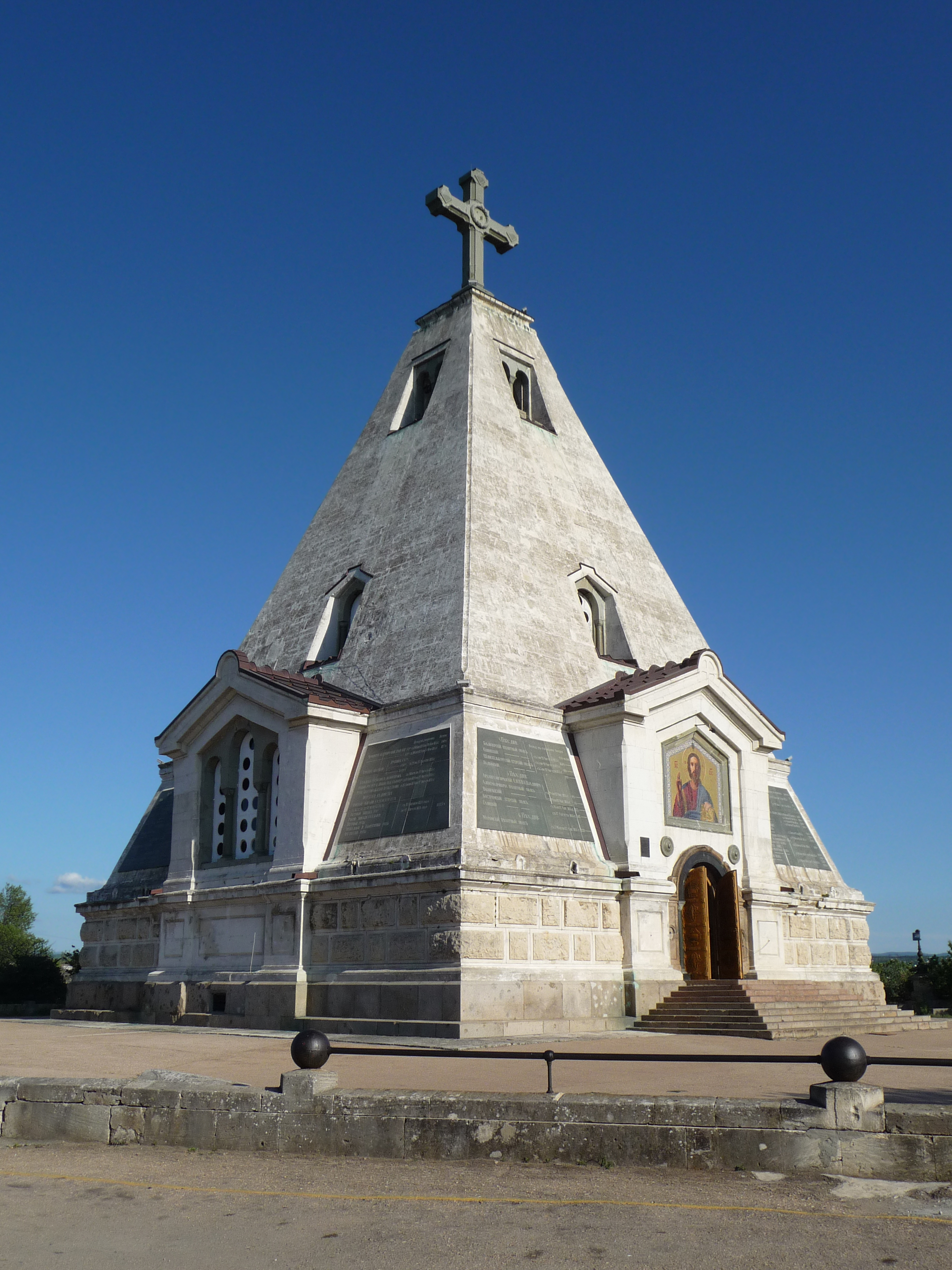
церква святого Миколая

У 1870 році був споруджений храм-піраміда святого Миколая — спільний пам'ятник загиблим захисникам Севастополя (будувався з 1857 по 1870 рік). За проєкт цього храму архітектор О. А. Авдєєв був удостоєний звання академіка архітектури.
Паралельно з будівництвом каплиці-піраміди, впорядковуються і територія кладовища. У листопаді 1865 року за пропозицією комісії купець Іван Кухтін погодився за 5 257 рублів спланувати місцевість, влаштувати тераси, обкласти їх укоси каменем, а за 5 106 рублів виконати частину робіт зі спорудження огорожі для чавунної решітки та бруствера батареї, яку передбачалося встановити перед каплицею.

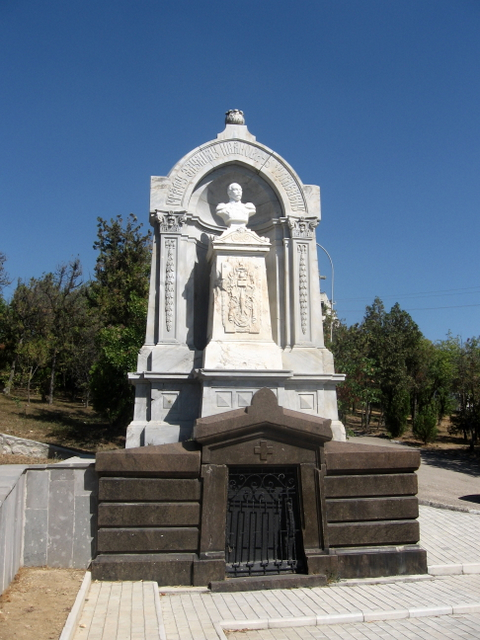
могила Е. І. Тотлебена

Кладовище було меморіальним, і з початку 1860-х років на цій території ховали за заповітом померлих учасників оборони Севастополя. Тут були поховані генерал-лейтенант К. О. Сильвестрович, генерал-лейтенант Є. М. Бульмерінг, генерал-майор М. Ф. Еріхс, М. С. Торопов, інженер-генерал О. І. Рейтлінгер, інженер-генерал кавалер орденів св. Георгія 2-й і 3-го ступенів Е. І. Тотлебен, штабс-капітан В. Ф. Новицький, контр-адмірал Ф. Ф. Нарбут, генерал-ад'ютант князь М. Д. Горчаков, капітан I рангу кавалер ордена св. Георгія 4-го ступеня Н. І. Красовський, генерал-лейтенант кавалер ордена св. Георгія 4-го ступеня П. І. Постольський, контр-адмірал князь П. П. Максутов, генерал-лейтенант кавалер ордена св. Георгія 4-го ступеня В. К. Мольський, генерал-лейтенант кавалер ордена св. Георгія 3-й і 4-го ступенів С. О. Хрульов, віце-адмірал кавалер ордена св. Георгія 3-й і 4-го ступенів М. Д. Новиков, кавалер ордена св. Георгія 4-го ступеня Н. І. Костомаров, адмірали П. І. Кислинський, І. Г. Руднєв, Л. М. Серебряков, кавалер ордена св. Георгія 4-го ступеня В. Є. Лазарєв та інші. Останнє поховання було скоєно у 1912 році (П. В. Щепанський).
У 1870 році кладовище обнесли огорожею з кримбальского каменю з двома чавунними воротами, при них побудували невеликі приворотні вежі, що повторюють форму увінчаного кам'яним хрестом храму-піраміди. Біля воріт були встановлені по дві гармати часів Кримської війни. Через рівні проміжки огорожі, на напівсклепінням споруджені невеликі пірамідальні башточки. У 1874 році у південних воріт за проєктом архітектора К. Я. Маєвського були побудовані на добровільні пожертвування севастопольського купця П. І. Губоніна два житлових будинки з елементами готичної архітектури, призначені для чотирьох інвалідів війни — служителів кладовища. Їх утримання забезпечувалося фондом від пожертвувань на надгробок генерал-лейтенанту С. О. Хрульову, тому будиночки отримали назву «хрульовських».
Продовжувалося спорудження надгробних пам'ятників. До 1870 року було оформлено надгробками близько 200 братських могил. У 1870 році Сімферопольською інженерною дистанцією (розташовувалася в Севастополі) під керівництвом підполковника К. Е. Геммельмана були розроблені 19 типів проєктів пам'ятників на братських могилах. 17 серпня 1872 року креслення були затверджені в інженерному управлінні Одеського військового округу. В основному, були використані класичні архітектурні форми, обеліск, піраміда, саркофаг, жертовник, стела. У декоративній орнаментиці цих надгробків широко використана символіка, що уособлює військову славу, доблесть, безсмертя, мотив ордена св. Георгія, девіз якого — «За службу і хоробрість».
Частина надгробних пам'ятників була виконана за індивідуальним замовленням відомими майстрами: художником М. М. Васильєвим, архітекторами О. А. Авдєєвим, А. Г. Гронвальдом і А. А. Карбон'єром, скульпторами В. В. Едуардсом і К. К. Серво-Годебоким та іншими.
Одночасно зі спорудженням пам'ятників на Братському кладовищі упорядковували і його територію. Була побудована дорога. З 1870 по 1875 рік висадили велика кількість дерев: каштани, бузок, білу і жовту акації, мигдаль, туї. Надійшли вони в Севастополь з Імператорського Нікітського ботанічного саду й Одеського розсадника. Перш ніж висадити дерева, представник Департаменту сільського господарства, відряджений до Севастополя, разом з архітектором О. А. Авдєєвим врахували всі — умови ґрунту, клімат, величину дерева і форму його крони. Дуже скоро кладовище перетворилося і стало виділятися на тлі пустельних околиць Севастополя.
Через роки, так як каплиця не опалювалася, фрески, виконані носковими фарбами, від вогкості зіпсувалися. За рішенням відвідавшого храм Олександра III, живопис був замінений на мозаїку. Роботи були здійснені в 1886 році в майстерні Сельвіаті у Венеції за картинами художника М. Н. Протопопова (точна копія колишньої живопису). Вся реставрація пам'ятника проводилася під наглядом інженер-полковника Я. П. Семенова в 1888—1889 роках. Ці роботи обійшлися казні в 220 тисяч рублів.
У 1895 році був спроєктований будинок для священика на кладовищі. Будівництво було закінчено в 1896 році на гроші з запасного кредиту кошторису Військового Міністерства.
Догляд за пам'ятниками і територією кладовища був постійним, за роки після Кримської війни були споруджені надгробки з каменю на місцях всіх поховань 1854—1855 років.
У 1910—1911 роках на пам'ятниках оборони Севастополя були проведені капітальні будівельно-реставраційні роботи, на які було витрачено близько 60 тисяч рублів, велика частина яких була використана на роботи з приведення в порядок Братського цвинтаря. У ці роки були відреставровані надгробні пам'ятники, привезено з Нікітського ботанічного саду і висаджено на території близько 300 дерев цінних порід та 200 чагарників, відремонтовано доріжки і влаштовані кам'яні лави, влаштовано водопостачання, споруджена огорожа біля будинку священика, побудовано два сторожових будиночка, проведені реставраційні роботи в храмі.
Наприкінці XIX століття до огорожі примкнули, злившись згодом в одне, цивільне і військове кладовища Північної сторони.
Братське кладовище до революції 1917 року було місцем поклоніння полеглим захисникам Севастополя, практично всі відвідували місто приїжджали на це священне місце. У путівниках кінця XIX — початку XX століття його називали, крім Братського, ще «стотисячним» кладовищем. Називалася цифра похованих на цвинтарі солдатів і офіцерів російської армії в межах 126 — 127 тисяч чол. Однак це омана пояснювалося тим, що в офіційних джерелах називалися втрати армії в 126 669 чоловік., Але це були вбиті, поранені, контужений і зниклі безвісти. У Севастополі було вбито 17 015 чоловік та кілька тисяч померло від ран в севастопольських госпіталях.
Після громадянської війни роботи на кладовищі не проводилися, і воно поступово приходило в запустіння.
В дні другої оборони Севастополя біля огорожі Братського цвинтаря з північно-східної сторони стали ховати захисників міста, які воювали в 4-му секторі оборони.
З грудня 1941 року на Братському кладовищі розташувався командний пункт сектора оборони, на каплиці знаходився коригуючий пост артилеристів. Кладовище піддавалося інтенсивному обстрілу артилерії та нальотам авіації, в результаті чого були пошкоджені каплиця і багато пам'ятників.
У середині червня лінія фронту проходила через Братське кладовище, де був створений окремий опорний пункт.
У квітні 1944 року радянські війська почали операцію по відвоюванню міста у німецьких військ. Поруч з могилами загиблих у 1941—1942 роках поховали загиблих при прориві ворожих позицій.
Через п'ять років після закінчення радянсько-німецької війни виконком Севастопольської міськради визнав можливим виділити на реставраційні роботи Пам'ятника затопленим кораблям і храму-каплиці на Братському кладовищі 250 тисяч рублів.
29 жовтня 1955 року в Севастопольській бухті трапилася трагедія — підірвався лінійний корабель «Новоросійськ» (колишній італійський «Джуліо Чезаре»). Загинуло 611 матросів і офіцерів, з них 42 поховані на кладовищі Комунарів, решта — на Північній стороні у братській могилі, поряд з воїнами, загиблими у 1941—1944 роках.
До 1963 року територія цвинтаря полеглих воїнів у 1941—1942 роках була упорядкована, на братській могилі моряків «Новоросійська» був споруджений пам'ятник за проєктом скульптора П. І. Бондаренка та архітектора Л. А. Заварзіна.
Пам'ятники Братського кладовища, незважаючи на недостатність коштів, що виділяються, неодноразово реставрували. У 1981 році закінчено відновлення фасадів храму святого Миколая, з грудня 1988 року він переданий Сімферопольської єпархії. З 1989 року храм знову освячено і в ньому почали відправляти церковні служби.
В даний час на території кладовища збереглося 104 іменних пам'ятника та 514 — на братських могилах. Не збереглися могили 30 офіцерів, у тому числі командира бригади 9-ї піхотної дивізії генерал-майора Д. С. Юферова, командира коливанських єгерського полку полковника К. А. Тімірязєва, кавалера ордена св. Георгія 4-го ступеня підполковника В. С. Прікота, кавалера ордена св. Георгія 4-го ступеня генерал-майора В. П. Ползікова та інших.